# Cœurs sauvages
Cœurs sauvages (Wild Hearts) est un téléfilm américain réalisé par Steve Boyum et diffusé le 8 juillet 2006 sur Hallmark Channel.

## Synopsis
L'histoire se passe au Montana où Madison, une jeune fille de 14 ans, apprend que son père va déménager avec elle à la campagne dans un haras. La fille n'est pas très heureuse de cette décision, mais est obligée d'accepter. Elle arrive dans sa nouvelle et grande demeure où elle fait connaissance des chevaux, de nouvelles personnes, et des mystérieux secrets qui se portent sur sa famille. Commence une nouvelle aventure pour Madison...

## Fiche technique
- Réalisateur : Steve Boyum
- Scénario : Donald Martin
- Photographie : James W. Wrenn
- Durée : 80 minutes

## Distribution
- Richard Thomas : Bob Hart
- Nancy McKeon : Emily
- Hallee Hirsh : Madison
- Geoffrey Lewis : Hank
- A. J. Trauth : Tim
- James T. Callahan : Arliss
- Joseph Culp (en) : Cody McMichael
- Greg Martin : Henry
- Tico Wells (en) : Jake